# Nathan Parsons
Nathan Dean Parsons (* 16. června 1988 Adelaide, Austrálie) je americký herec, který se proslavil rolí v telenovele General Hospital a v seriálech Pravá krev, The Originals nebo Bylo, nebylo. Od roku 2019 hraje hlavní roli Maxe Evanse v seriálu stanice The CW Roswell: Nové Mexiko.

## Životopis
Parsons se narodil v Adelaide v Jižní Austrálii, ale vyrostl v Coloradu a Texasu. Přestěhoval se do Los Angeles, kde navštěvoval Univerzitu Jižní Kalifornie poté, co byl přijat do bakalářského hereckého programu. Je členem taneční společnosti Boom Kat Dance Theatre v Santa Monice v Kalifornii.

## Kariéra
Jako dítě propůjčil svůj hlas postavám japonských filmů pro společnost ADV Films, např. Nadia: The Secret of Blue Water nebo Devil Lady. V roce 2009 se poprvé objevil v roli Ethana Lovetta v telenovele stanice ABC General Hospital. Původně byl obsazen do vedlejší role, ale krátce poté, co se jeho postava objevila na televizní obrazovce, s ním byla podepsána smlouva na delší dobu. V prosinci roku 2011 oznámil, že se rozhodl smlouvu znovu nepodepsat. Naposled se na obrazovkách televize objevil v březnu 2012. V květnu 2012 získal nominaci na Cenu Emmy v kategorii nejlepší mladý herec. V dubnu 2013 se do seriálu na dva díly vrátil, a to díky 50. výročí. Znovu si roli zahrál ve dvou dílech v roce 2015.
Během let 2012 a 2013 hrál postavu Godota v seriálu stanice ABC Family Bunheads, po boku Sutton Foster. Seriál byl po odvysílání první řady zrušen. V roce 2014 nahradil Luka Grimese v roli Jamese v seriálu Pravá krev. Během let 2014 až 2017 si zahrál ve dvaadvaceti dílech seriálu The Originals. V roce 2017 si zahrál postavu Jeníčka/Jacka/Nicka Bransona v osmi dílech seriálu Bylo, nebylo. V roce 2018 získal hlavní roli Maxe Evanse v seriálu stanice The CW Roswell: Nové Mexiko.

## Filmografie

### Film
| Rok  | Název                     | Role              | Poznámky            |
| ---- | ------------------------- | ----------------- | ------------------- |
| 1998 | Devilman Lady             | dítě (hlas)       | anglická verze      |
| 2002 | Ô dorobô Jing             | Angostura (hlas)  | anglická verze      |
| 2007 | Intimní tajemství         | Soda Spritzer     |                     |
| 2009 | The Brotherhood V: Alumni | Holden Williams   |                     |
| 2011 | Spolubydlící              | barista v kavárně |                     |
| 2013 | #twitterkills             | Justin Tyme       | krátkometrážní film |
| 2016 | Pet                       | Eric              |                     |
| 2017 | Justice                   | James McCord      |                     |
| 2020 | I Still Believe           | Jean-Luc La Joie  |                     |

### Televize
| Rok     | Název                           | Role                         | Poznámky                           |
| ------- | ------------------------------- | ---------------------------- | ---------------------------------- |
| 1990–91 | Nadia: The Secret of Blue Water | Jean (hlas)                  | anglická verze, 39 dílů            |
| 2009–15 | General Hospital                | Ethan Lovett                 | hlavní role, 373 dílů              |
| 2011    | State of Georgia                | Doug                         | díl: „Know When to Fold 'em“       |
| 2012–13 | Bunheads                        | Godot                        | 7 dílů                             |
| 2013    | To je moje dítě                 | Jake                         | TV film                            |
| 2014    | Complete Works                  | Shakespeare                  | díl: „The Green-Eyed Monster“      |
| 2014–17 | The Originals                   | Jackson Kenner               | 22 dílů                            |
| 2014    | Pravá krev                      | James Kent                   | hlavní role, 8 dílů                |
| 2015    | Point of Honor                  | John Rhodes                  | TV film                            |
| 2016    | Vražedné Miami                  | Nip-Tuck                     | díl: „Tree Toxins & Three Stories“ |
| 2016    | Kouzelná orchidej               | Shane Rutherford             | TV film                            |
| 2017–18 | Bylo, nebylo                    | Hansel / Jack / Nick Branson | 8 dílů                             |
| 2019–22 | Roswell: Nové Mexiko            | Max Evans                    | hlavní role                        |
| 2019    | A Feeling of Home               | Ryan                         | TV film                            |

## Ocenění a nominace
| Rok  | Ocenění   | Kategorie                               | Práce            | Výsledek |
| ---- | --------- | --------------------------------------- | ---------------- | -------- |
| 2012 | Cena Emmy | nejlepší mladý herec: dramatický seriál | General Hospital | nominace |